# Xiprer dels pantans
El xiprer dels pantans, taxodi o taxodi dístic (Taxodium distichum) és una espècie de conífera de la família Cupressaceae originària del sud-est dels Estats Units. També es troba plantat com a espècie ornamental en altres llocs, per exemple a Barcelona a l'estany del Parc de la Ciutadella.

## Descripció

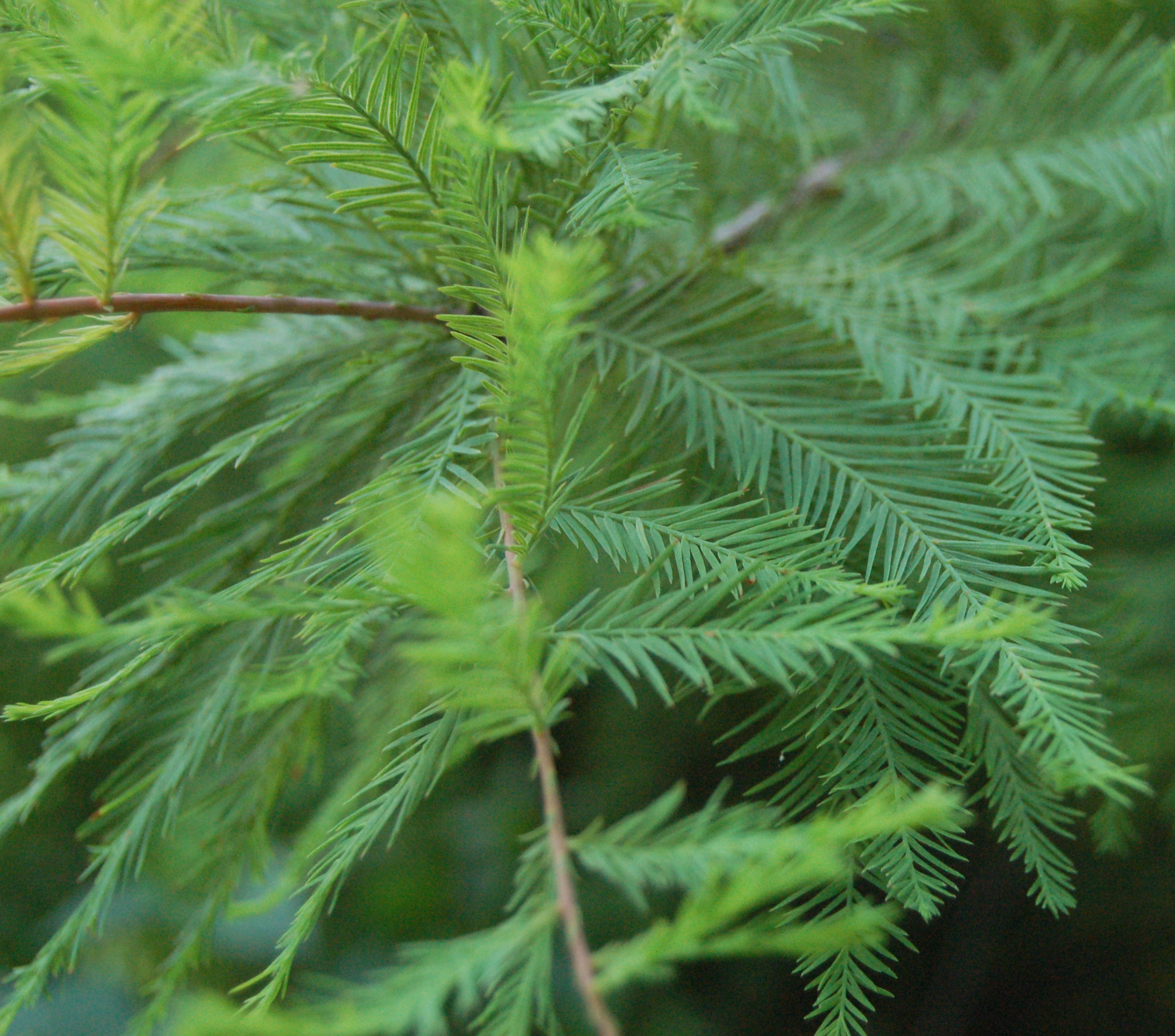
Fulles

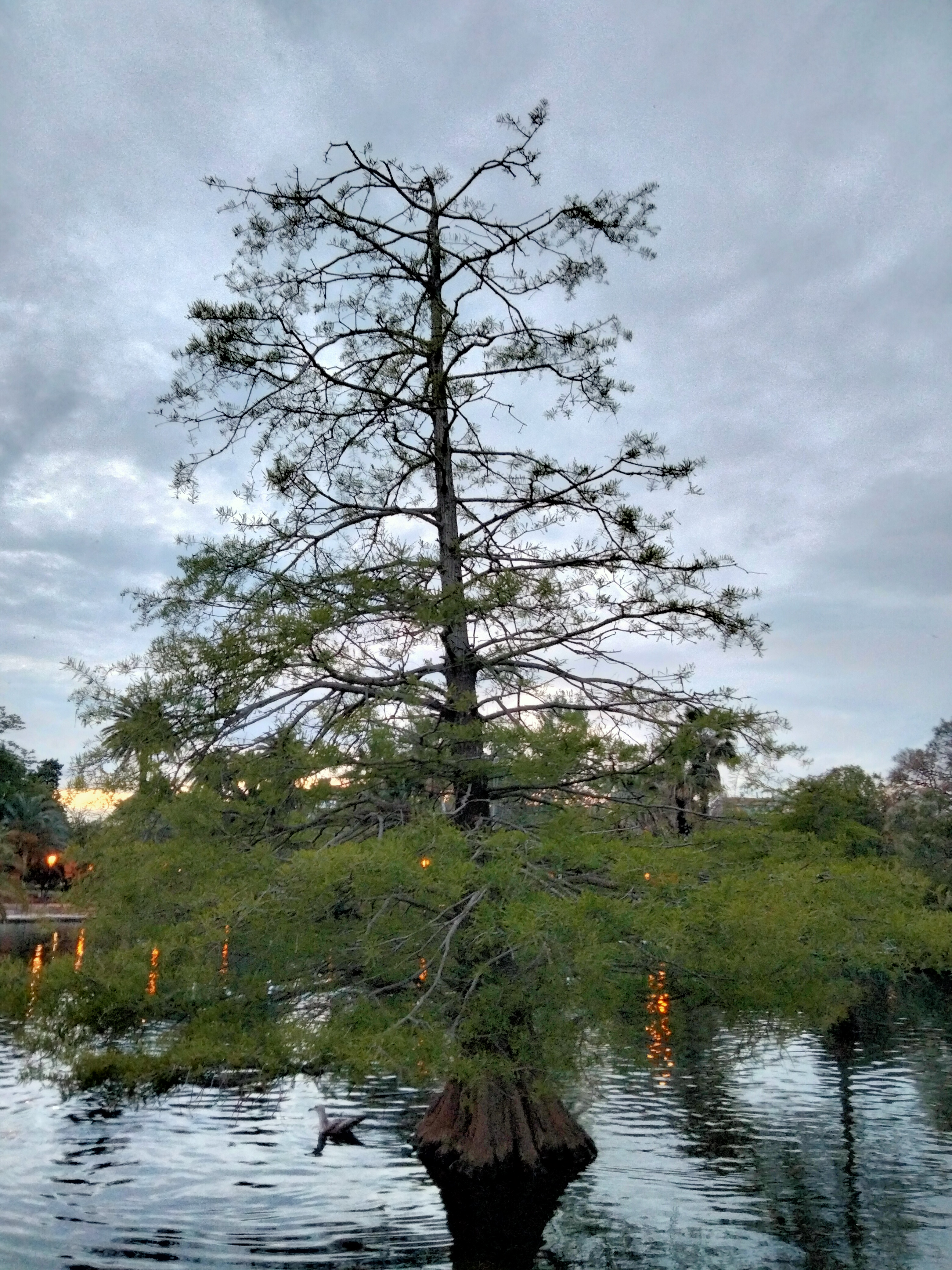
El xiprer dels pantans del llac del parc de la Ciutadella, a Barcelona

Arriba a fer de 25 a 40 m d'alt amb un diàmetre del tronc de 2 a 3 m o més. L'escorça està fissura verticalment i és de color marró grisenca a marró vermellosa. Les fulles són caducifòlies (per això se'n diu calb) disposades espiralment sobre la tija fan d'1 a 2 cm d'ample. És una planta monoica. Les pinyes són globulars de 2 a 3,5 cm de diàmetre, porten de 20 a 30 llavors triangulars.
Els troncs principals estan envoltats d'arrels aèries (anomenades en anglès cypress knees, genolls de xiprer).

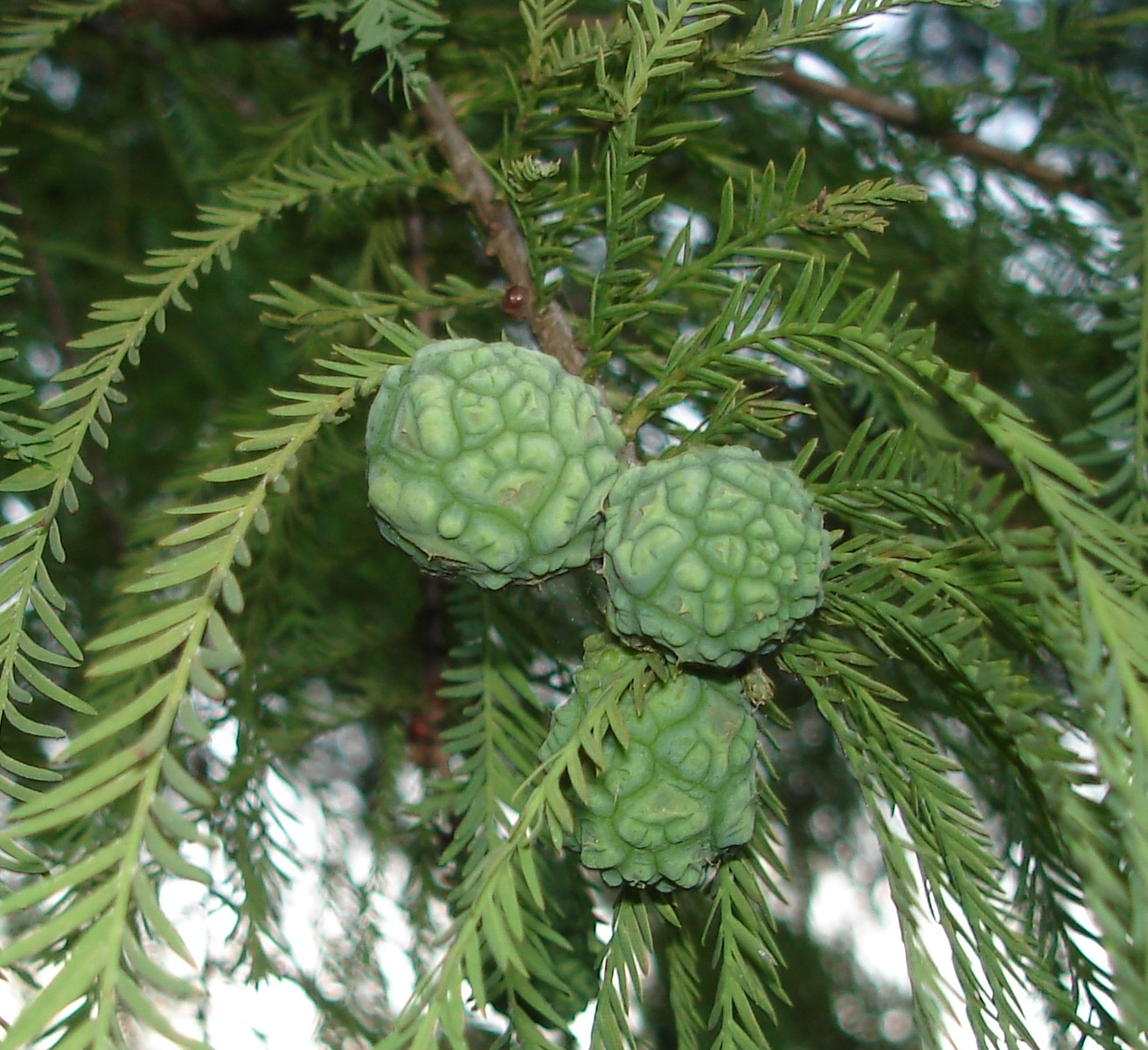
pinyes

## Taxonomia
Taxodium ascendens està estretament relacionat i alguns botànics els consideren espècies diferents, mentre que per altres seien simples varietats botàniques.